# 81 (szám)
A 81 (nyolcvanegy) a 80 és 82 között található természetes szám.

## A szám a matematikában
A tízes számrendszerbeli 81-es a kettes számrendszerben 1010001, a nyolcas számrendszerben 121, a tizenhatos számrendszerben 51 alakban írható fel.
A 81 páratlan szám, összetett szám. Kanonikus alakja 34, normálalakban a 8,1 · 101 szorzattal írható fel. Öt osztója van a természetes számok halmazán, ezek növekvő sorrendben: 1, 3, 9, 27 és 81.
Négyzetszám, a 3 negyedik hatványa. Hétszögszám. Középpontos nyolcszögszám.
A 81 a tribonacci-sorozat tagja.
Tökéletes tóciens szám, mint 3 minden hatványa.
A Mian–Chowla-sorozat kilencedik tagja.
Palindromszám a következő számrendszerekben: 8 (1218) és 26 (3326).
Harshad-szám a következő számrendszerekben: 2, 3, 4, 7, 9, 10 és 13.
Nyílt meandrikus szám.
A 81 reciproka a 0,012345679 végtelen szakaszos tizedes tört, a tíz számjegyből csak a 8-as hiányzik. Ez általában is igaz, bármilyen b számrendszerben:
{\displaystyle {\frac {1}{\left(b-1\right)^{2}}}=0,{\overline {012\cdots (b-4)(b-3)(b-1)}},}
amiből csak a b−2 számjegy hiányzik.
A 81 hat szám valódiosztóösszeg-függvényeként áll elő, ezek a 147, 153, 511, 871, 1159 és az 1591.
A 81 az egyetlen olyan szám (a triviális 0-tól és 1-től eltekintve), amelynek megegyezik a négyzetgyöke és a számjegyeinek összege.

## A tudományban
- A periódusos rendszer 81. eleme a tallium.